# Адаті Міхо
Адаті Міхо (яп. 足立美穂, до шлюбу Камібаясі Міхо (яп. 上林美穂); нар. 8 серпня 1975, префектура Айті) — японська борчиня вільного стилю і дзюдоїстка, чемпіонка та триразова бронзова призерка чемпіонатів світу, чемпіонка Азії з вільної боротьби.

## Життєпис
Спочатку займалася дзюдо.
Боротьбою почала займатися з 1985 року. У 1993 році стала чемпіонкою світу серед юніорів.
Виступала за борцівський клуб Університету Тойо. Тренер — Тосіякі Ітіхасі.

## Спортивні результати на міжнародних змаганнях

### Виступи на Чемпіонатах світу
| Змагання                        | Збірна | Вагова категорія          | Місце  |
| ------------------------------- | ------ | ------------------------- | ------ |
| Чемпіонат світу з боротьби 1992 | Японія | жіноча боротьба, до 47 кг | Бронза |
| Чемпіонат світу з боротьби 1994 | Японія | жіноча боротьба, до 47 кг | Золото |
| Чемпіонат світу з боротьби 1996 | Японія | жіноча боротьба, до 47 кг | Бронза |
| Чемпіонат світу з боротьби 1997 | Японія | жіноча боротьба, до 51 кг | Бронза |

### Виступи на Чемпіонатах Азії
| Змагання                       | Збірна | Вагова категорія          | Місце  |
| ------------------------------ | ------ | ------------------------- | ------ |
| Чемпіонат Азії з боротьби 1996 | Японія | жіноча боротьба, до 47 кг | Золото |

### Виступи на змаганнях молодших вікових груп
| Змагання                                      | Збірна | Вагова категорія          | Місце  |
| --------------------------------------------- | ------ | ------------------------- | ------ |
| Чемпіонат світу з боротьби серед юніорів 1993 | Японія | жіноча боротьба, до 48 кг | Золото |